# Äio
Äio — четвёртый полноформатный студийный альбом эстонской фолк-метал-группы Metsatöll, выпущенный в 2010 году. Äio, в мифологии древних эстов, — дух сна и брат смерти (Taari). Он помогает людям отдохнуть от ежедневных проблем и восстановить силу души и тела.
Äio стал первым альбомом группы, выпущенным на лейбле Spinefarm Records. Альбом был записан в 2009 году. Хоровые партии исполнил национальный эстонский мужской хор.
На песню Vaid Vaprust был снят клип. В клипе использовались фрагменты мультфильма «Большой Тылль».
В качестве обложки альбома использована картина художника Юри Аррака «Kuju kujuga» («Форма с формой»), нарисованная в 1999 году и в данный момент находящаяся в частной коллекции.

## Реакция
В номере журнала «Terrorizer» за май 2010 года журналист Джеймс Хоар брал интервью у Лаури Ыунапуу. Лаури высказал мнение, что «ни в каких других странах нет таких хороших исследователей традиционной культуры, как в странах угнетённых народов». Хоар похвалил альбом и в отдельности отметил участие эстонского национального хора в композиции «Ema hääl kutsub».

## Список композиций
1. Ema hääl kutsub (2:11)
2. Kui rebeneb taevas (4:30)
3. Tuletalgud (4:06)
4. Vaid vaprust (3:44)
5. Äio (3:19)
6. Vihatõbine (5:29)
7. Kuni pole kodus, olen kaugel teel (2:34)
8. Vägi ja võim (5:23)
9. Minu kodu (5:34)
10. Nüüd tulge, mu kaimud (3:25)
11. Roju (4:18)
12. Kabelimatsid (4:31)
13. Verijää (6:23)
14. Jõud (4:49)

## Участники записи
- Маркус «Rabapagan» Тээяр — вокал, гитара
- Лаури «Varulven» Ыунапуу — вокал, гитара, флейта, волынка, каннель и другие инструменты
- Райво «KuriRaivo» Пиирсалу — бас-гитара и вокал
- Марко Атсо — ударные и вокал